# رانة نزال
رانة مصطفى أحمد نزال هي كاتبة وشاعرة أردنية من أصل فلسطيني، وُلدت في 16 أيار 1969 في الطائف، السعودية. وهي عضوة في رابطة الكتاب الأردنيين. كانت في بداياتها توقّع قصائدها باسم «جيتان» ثم انتقلت من الزمز إلى الإفصاح. تميّز شعرها بالمفردات الصوفية تأثراً بابن الفارض وابن عربي والنفّري وسواهم.

## التعليم
أنهت رانة نزال الثانوية العامة في الطائف سنة 1986، ودرَست اللغة العربية وآدابها في الجامعة الأردنية، حيث حصلت منها على شهادة البكالوريوس عام 1990، وشهادة الماجستير عام 1993 حيث قدّمت رسالتها في «دراسة الأدب الحديث في قصيدة النثر عند أنسي الحاج».

## العمل
عملت في التدريس بالأردن والسعودية. ورأسَتْ قسم اللغة العربية في جامعة الملك عبد الله للعلوم والتقنية في السعودية منذ سنة 2010.

## أعمالها الأدبية
نشر لرانة نزال الكتب التالية بين شعرٍ ونقد ونصوص أدبية:
- «فيما كان»، شعر، صدر عن المؤسسة العربية للدراسات والنشر، بيروت، 1998.
- «مزاج أزرق»، شعر، صدر عن المؤسسة العربية للدراسات والنشر، بيروت، 2007.
- «بيت العين»، شعر، صدر عن المؤسسة العربية للدراسات والنشر، بيروت، 2008.
- «(لن) بين المطرقة والسندان»، دراسة نقدية، صدر دار الفكر اللبناني، بيروت، 2010.
- «فم أعمى وذاكرة خرساء»، مقالات أدبية، صدر عن دار أزمنة، عمّان، 2011.
- «في الحيّ الذي لا يموت»، نصوص، صدر عن دار أزمنة، عمّان، 2011.
- «نائية الليل»، دار الأزمنة للنشر والتوزيع، 2012
- «التعلم والتعليم النشط»، كتاب في التربية والتعليم، صدر عن دار أزمنة للنشر والتوزيع، عمّان، 2013.
- «جهة الورد»، دار أزمنة للنشر والتوزيع، عمّان، 2014.
- «فيما كان»، المؤسسة العربية للدراسات والنشر، 2019.